# Rašský záliv
Rašský záliv (chorvatsky Raški zaljev) je záliv v Chorvatsku na východní straně Istrijského poloostrova, kde vybíhá do pevniny z Kvarnerského zálivu. Nachází se jihovýchodně od města Labin. Záliv je pojmenován podle řeky Raša, která se do něj spolu s řekou Krapan vlévá. Je dlouhý asi 12 km, průměrná šířka činí 1 km. Nejvyšší hloubka je 44 m. Řeka Raša svými nánosy postupně zaplňuje záliv, což je patrné zejména na jeho západním pobřeží. Pobřeží Rašského zálivu je často strmé a nepřístupné, stvořené převážně z vápence a zarostlé řídkou středomořskou vegetací. Jediná vesnice nacházející se přímo u zálivu je Trget, dále k němu mají přístup vesnice Rakalj a Rebići.